# Next Computers NeXT Station
Next Computers NeXT Station (NeXT Station) је био професионални рачунар фирме Next Computers који је почео да се производи у Сједињеним Америчким Државама од 1989. године.
Користио је Motorola MC 68040 као микропроцесор. RAM меморија рачунара је имала капацитет од 8 Mb - 12 Mb, до 32 Mb.
Као оперативни систем кориштен је NextStep.

## Детаљни подаци
Детаљнији подаци о рачунару NeXT Station су дати у табели испод.
|                       |                                                                                  |
| [ 1 ]                 |                                                                                  |
| Произвођач            |                                                                                  |
| Тип                   | професионални рачунар                                                            |
| Меморија              | 8 Mb - 12 Mb, до 32 Mb                                                           |
| Поријекло             | Сједињене Америчке Државе                                                        |
| Година                | 1989                                                                             |
| Тастатура             | тастатура са пуним помаком тастера, 85 тастера, 2 тастера opto-механички миш     |
| Процесор              |                                                                                  |
| Фреквенција процесора | 25 или 33 (турбо)                                                                |
| RAM                   | 8 Mb - 12 Mb, до 32 Mb                                                           |
| ROM                   |                                                                                  |
| Текст                 |                                                                                  |
| Графика               | 1120 x 832                                                                       |
| Боја                  | NeXTstation: 4 (црна, бијела и двије нијансе сиве боје)                          |
| Звук                  | DSP Motorola 56001 на 25 (16-битни, 44,1 Khz, стерео, 24k RAM прошириво до 576 ) |
| Димензије             | 39,8 (ширина) x 36,5 (дубина) x 6,4 (висина) / 6                                 |
| Портови               |                                                                                  |
| Оперативни систем     |                                                                                  |